# Cristina de Borbón
Cristina de Borbón y Grecia (sinh ngày 13 tháng 06 năm 1965), danh hiệu tôn xưng Infanta Doña Cristina, là một công chúa của Tây Ban Nha, con gái út của cựu vương Juan Carlos I và Thái thượng Vương hậu Sophia. Bà hiện đứng thứ 6 trong dòng kế vị ngai vàng của Vương quốc Tây Ban Nha sau hai người con của Vua Felipe VI là Leonor, Nữ thân vương xứ Asturias và Sofía de Borbón cùng người chị là Elena de Borbón và hai người con của chị. Bà từng được vua cha phong tước hiệu Nữ công tước xứ Palma de Mallorca, tuy nhiên tước hiệu đã bị thu hồi năm 2015, sau vụ bê bối Nóos.

## Sinh
Bà nguyên tên khai sinh là Cristina Federica Victoria Antonia de la Santísima Trinidad de Borbón y Grecia, sinh ra tại Madrid và được rửa tội tại Palacio de La Zarzuela bởi Tổng Giám mục Madrid. Cha mẹ đỡ đầu của bà là Alfonso, Công tước xứ Anjou và Cádiz và Infanta Cristina Maria của Tây Ban Nha.

## Giáo dục
Bà đã nhận được giáo dục trung học trường Santa María del Camino và cô tốt nghiệp Đại học Complutense de Madrid vào năm 1989 với tấm bằng khoa học chính trị. Bà tiếp tục học tại Đại học New York, nhận được bằng thạc sĩ về quan hệ quốc tế trong năm 1990. Năm 1991, bà đã thực tập tại trụ sở 
Công chúa Cristina thông thạo tiếng Tây Ban Nha, tiếng Catalan, tiếng Anh, tiếng Pháp và tiếng Hy Lạp.

## Hôn nhân và con cái
Bà kết hôn với cầu thủ bóng ném Iñaki Urdangarín ở Barcelona ngày 04 tháng 10 năm 1997. Sau khi kết hôn, bà cùng chồng được vua cha Juan Carlos phong tước hiệu Công tước và Nữ công tước xứ Palma de Mallorca. Iñaki Urdangarín trở thành Công tước xứ Palma de Mallorca. Họ có bốn người con, tất cả đều sinh ra tại Barcelona:
- Juan Valentín de Todos los Santos Urdangarín y de Borbón (sinh ngày 29 tháng 09 năm 1999)
- Pablo Nicolás Sebastián de Todos los Santos Urdangarín y de Borbón (sinh ngày 06 tháng 12 năm 2000)
- Miguel de Todos los Santos Urdangarín y de Borbón (sinh ngày 30 tháng 04 năm 2002)
- Irene de Todos los Santos Urdangarin y de Borbón (sinh ngày 05 tháng 06 năm 2005)

Họ đã sống ở Washington, DC, từ năm 2009, nơi mà chồng cô làm việc cho Telefónica.